# Fredberg
 Der er for få eller ingen kildehenvisninger i denne artikel, hvilket er et problem. Du kan hjælpe ved at angive troværdige kilder til de påstande, som fremføres i artiklen.

Fredberg er navnet på en gammel dansk adelsslægt med rødder i Himmerland. Slægten nævnes første gang i 1400-tallet og fik sin formelle adelige status, da Jens Jensen Fredberg modtog et adelsbrev fra Christian 1.
 i 1450. Han ejede gården Fredbjerggaard (tidligere også stavet Fredberggaard) i Farsø Sogn, Gislum Herred, og regnes for stamfader til slægten. Den egentlige adelige linje menes dog at nedstamme fra Christiern Fredberg, som den 5. april 1484 blev adlet af kong Hans. Familien blev dermed en del af det jyske lavadelige miljø, kendt som brevadel 

## Adelsslægten
I løbet af 1400- og 1500-tallet opnåede slægten stor lokal betydning i Himmerland. De opbyggede tætte forbindelser til en række andre jyske adelsslægter gennem strategiske ægteskaber, herunder med Pors (Børialsen), Krag, Vinter, Munk af Havbro og Griis af Slette. Disse alliancer styrkede både deres ejendomsmæssige magt og sociale position. Fredberg-familien blev i denne periode ejere af en række betydelige jyske godser og herregårde, heriblandt Gundestrup, Eget, Mølgaard og Rævhalegaard. Disse ejendomme blev ofte overført mellem generationer via arv og ægteskab, og familien formåede i længere tid at bevare deres position som fremtrædende jordejere.
Slægtens våbenskjold er særligt kendetegnende og har en høj symbolværdi. Det forestiller en sort stige på sølv- eller hvid baggrund. Dette motiv er nævnt i heraldisk litteratur allerede i 1500- og 1600-tallet, og er i dag indhugget i kirkemure i Himmerland, blandt andet i Strandby Kirke og Gislum Kirke. Den sorte stige tolkes både som et symbol på social opstigning og som et adelsmærke med praktisk militær betydning. 
Trods tabet af den formelle adelstitel fortsatte Fredberg-slægten med at spille en aktiv rolle i det danske samfund. De bevarede store dele af deres jordbesiddelser, hvilket stadig gør sig gældende i dag, og opretholdt deres status som en central del af det regionale borgerskab. Især i 1700- og 1800-tallet udviklede slægten sig til en af landets mest prominente handels- og manufakturorienterede familier. De var særligt aktive i de jyske kredse og spillede en væsentlig rolle i fremvæksten af det gryende industriborgerskab.
I dag eksisterer slægten fortsat i Danmark med fortsat ejerskab af flere større jordbesiddelser og landbrugsejendomme. Den anses for at tilhøre de rigeste erhvervsslægter med aktiviteter inden for handel, manufaktur og globale erhvervsaktiviteter.